# Glenn Davis (baseball)
Pour les articles homonymes, voir Glenn Davis et Davis.
Glenn Earle Davis (né le 28 mars 1961 à Jacksonville, Floride, États-Unis) est un ancien joueur de premier but des Ligues majeures de baseball, ayant joué de 1984 à 1993 pour les Astros de Houston et les Orioles de Baltimore.

## Carrière
Glenn Davis dispute ses 18 premiers matchs chez les Astros en 1984. Il apparaît dans 100 parties à sa saison recrue en 1985 et termine 5e au scrutin déterminant la recrue de l'année dans la Ligue nationale.
En 1986, il cogne 31 coups de circuit et produit 101 points avec les Astros, champions de la division Ouest, ce qui lui vaut une première participation au match des étoiles. Il remporte un Bâton d'argent et termine 2e au scrutin du joueur par excellence dans la Nationale.
Il produit 93 points en 1987, 99 en 1988 et 89 en 1989. Au cours de ces deux dernières saisons, il apparaît encore dans le top 10 au scrutin du joueur de l'année, et mérite une seconde sélection pour le match d'étoiles en 1989.
Sa saison 1990 est écourtée en raison d'une blessure. Le 10 janvier 1991, il est échangé aux Orioles de Baltimore en retour de Curt Schilling, Steve Finley et Pete Harnisch. Cette transaction est considérée comme l'une des pires effectuées par les Orioles,.
Davis n'est plus le frappeur de puissance qu'il était à Houston et ne cogne que 24 circuits en 3 saisons à Baltimore. Il est libéré en septembre 1993, après n'avoir joué que 30 parties au cours de l'année.
Il a poursuivi sa carrière au Japon, jouant pendant deux ans pour les Hanshin Tigers.

## Honneurs et exploits
- A participé au match des étoiles en 1986 et 1989.
- A gagné un Bâton d'argent en 1986.